# Lijst van civil parishes in Buckinghamshire
Onderstaande lijst bevat alle civil parishes in het Engelse ceremoniële graafschap Buckinghamshire gesorteerd per district.

## Aylesbury Vale
- Addington
- Adstock
- Akeley
- Ashendon
- Aston Abbotts
- Aston Clinton
- Aston Sandford
- Aylesbury
- Barton Hartshorn
- Beachampton
- Biddlesden
- Bierton with Broughton
- Boarstall
- Brill
- Buckingham
- Buckland
- Calvert Green
- Charndon
- Chearsley
- Cheddington
- Chetwode
- Chilton
- Coldharbour
- Creslow
- Cublington
- Cuddington
- Dinton-with-Ford-and-Upton
- Dorton
- Drayton Beauchamp
- Drayton Parslow
- Dunton
- East Claydon
- Edgcott
- Edlesborough
- Fleet Marston
- Foscott
- Gawcott with Lenborough
- Granborough
- Great Brickhill
- Great Horwood
- Grendon Underwood
- Haddenham
- Halton
- Hardwick
- Hillesden
- Hoggston
- Hogshaw
- Hulcott
- Ickford
- Ivinghoe
- Kingsey
- Kingswood
- Leckhampstead
- Lillingstone Dayrell
- Lillingstone Lovell
- Little Horwood
- Long Crendon
- Ludgershall
- Maids Moreton
- Marsh Gibbon
- Marsworth
- Mentmore
- Middle Claydon
- Mursley
- Nash
- Nether Winchendon
- Newton Longville
- North Marston
- Oakley
- Oving
- Padbury
- Pitchcott
- Pitstone
- Poundon
- Preston Bissett
- Quainton
- Quarrendon
- Radclive-cum-Chackmore
- Shabbington
- Shalstone
- Slapton
- Soulbury
- Steeple Claydon
- Stewkley
- Stoke Hammond
- Stoke Mandeville
- Stone with Bishopstone and Hartwell
- Stowe
- Swanbourne
- Thornborough
- Thornton
- Tingewick
- Turweston
- Twyford
- Upper Winchendon
- Waddesdon
- Water Stratford
- Watermead
- Weedon
- Wendover
- Westbury
- Westcott
- Weston Turville
- Whaddon
- Whitchurch
- Wing
- Wingrave and Rowsham
- Winslow
- Woodham
- Worminghall
- Wotton Underwood

## Chiltern
- Amersham
- Ashley Green
- Chalfont St Giles
- Chalfont St Peter
- Chartridge
- Chenies
- Chesham
- Chesham Bois
- Cholesbury-cum-St Leonards
- Coleshill
- Great Missenden
- Latimer
- Little Chalfont
- Little Missenden
- Penn
- Seer Green
- The Lee

## Milton Keynes
- Astwood
- Bletchley and Fenny Stratford
- Bow Brickhill
- Bradwell
- Bradwell Abbey
- Broughton
- Calverton
- Campbell Park
- Castlethorpe
- Central Milton Keynes
- Chicheley
- Clifton Reynes
- Cold Brayfield
- Emberton
- Gayhurst
- Great Linford
- Hanslope
- Hardmead
- Haversham-cum-Little Linford
- Kents Hill, Monkston and Brinklow
- Lathbury
- Lavendon
- Little Brickhill
- Loughton
- Milton Keynes
- Moulsoe
- New Bradwell
- Newport Pagnell
- Newton Blossomville
- North Crawley
- Olney
- Ravenstone
- Shenley Brook End
- Shenley Church End
- Sherington
- Simpson
- Stantonbury
- Stoke Goldington
- Stony Stratford
- Tyringham and Filgrave
- Walton
- Warrington
- Wavendon
- West Bletchley
- Weston Underwood
- Woburn Sands
- Wolverton and Greenleys
- Woughton

## South Bucks
- Beaconsfield
- Burnham
- Denham
- Dorney
- Farnham Royal
- Fulmer
- Gerrards Cross
- Hedgerley
- Iver
- Stoke Poges
- Taplow
- Wexham

## Wycombe
- Bledlow-cum-Saunderton
- Bradenham
- Chepping Wycombe
- Downley
- Ellesborough
- Fawley
- Great and Little Hampden
- Great and Little Kimble
- Great Marlow
- Hambleden
- Hazlemere
- Hedsor
- Hughenden Valley
- Ibstone
- Lacey Green
- Lane End
- Little Marlow
- Longwick-cum-Ilmer
- Marlow
- Marlow Bottom
- Medmenham
- Piddington and Wheeler End
- Princes Risborough
- Radnage
- Stokenchurch
- Turville
- West Wycombe
- Wooburn and Bourne End